# Водно (област Велико Търново)
Вижте пояснителната страница за други значения на Водно.
Во̀дно е село в Северна България, община Стражица, област Велико Търново.

## География
Село Водно се намира в средния Предбалкан, около 15 km на юг-югоизток от общинския център град Стражица, 35 km на изток от областния център град Велико Търново и 5 km североизточно от село Сливовица. Разположено е в плитка седловина и по склоновете на запад от нея, на около 2 km северозападно от мястото на вливането на река Карадере в Стара река между селата Чешма и Стара речка и на около 300 m по-високо от това място.
Село Водно е крайна точка на общинския път, който на запад през село Теменуга го свързва с третокласния Републикански път III-4082, водещ на север през Кесарево към Стражица. На около километър преди Водно от този път се отклонява на север общински път (с дължина около 4,5 km, към 2019 г. неподдържан), който води до село Железарци.
Застрояването на селото е рядко и разпръснато покрай няколкото следващи раздвижения релеф ненастлани улици – отклонения от навлизащия в селото асфалтиран – неподдържан към 2012 г., общински път. Надморската височина на пътя при църквата и трафопоста е около 425 m.
Числеността на населението на село Водно, достигнала 440 души към 1946 г., бързо намалява до 71 към 1975 г., плавно спада до трима души към 2011 г. и остава на това равнище и към 2018 г.

## История
През 1934 г. дотогавашното турскоезично име на селото Чок буна̀р е променено на уподобяващото го българско Во̀дно.
Документи от периода 1918 – 1961 г. се съхраняват за Народно начално училище „Кирил и Методий“ – с. Водно, Великотърновско в Държавния архив – Велико Търново.
В Държавния архив – Велико Търново, се съхраняват документи, датирани към 1936 г., за Църковно настоятелство при църквата „Света Богородица“ – с. Водно, Великотърновско Църквата във Водно към 2019 г. съществува като сграда, но не фигурира в списъка на храмовете във Великотърновската епархия и не е вписана в Националния регистър на храмовете в Република България.

## Население

#### Преброяване на населението през 2011 г.
Численост и дял на етническите групи според преброяването на населението през 2011 г.:
|                     | Численост | Дял (в %) |
| Общо                | 3         | 100,00    |
| Българи             | 3         | 100,00    |
| Турци               | 0         | 0,00      |
| Цигани              | 0         | 0,00      |
| Други               | 0         | 0,00      |
| Не се самоопределят | 0         | 0,00      |
| Неотговорили        | 0         | 0,00      |